# Geai à gorge argentée
Cyanolyca argentigula
Espèce
Statut de conservation UICN

 LC  : Préoccupation mineure
Le Geai à gorge argentée (Cyanolyca argentigula) est une espèce d'oiseaux de la famille des Corvidae.

## Répartition
Cet oiseau peuple la cordillère de Talamanca.